# Fust

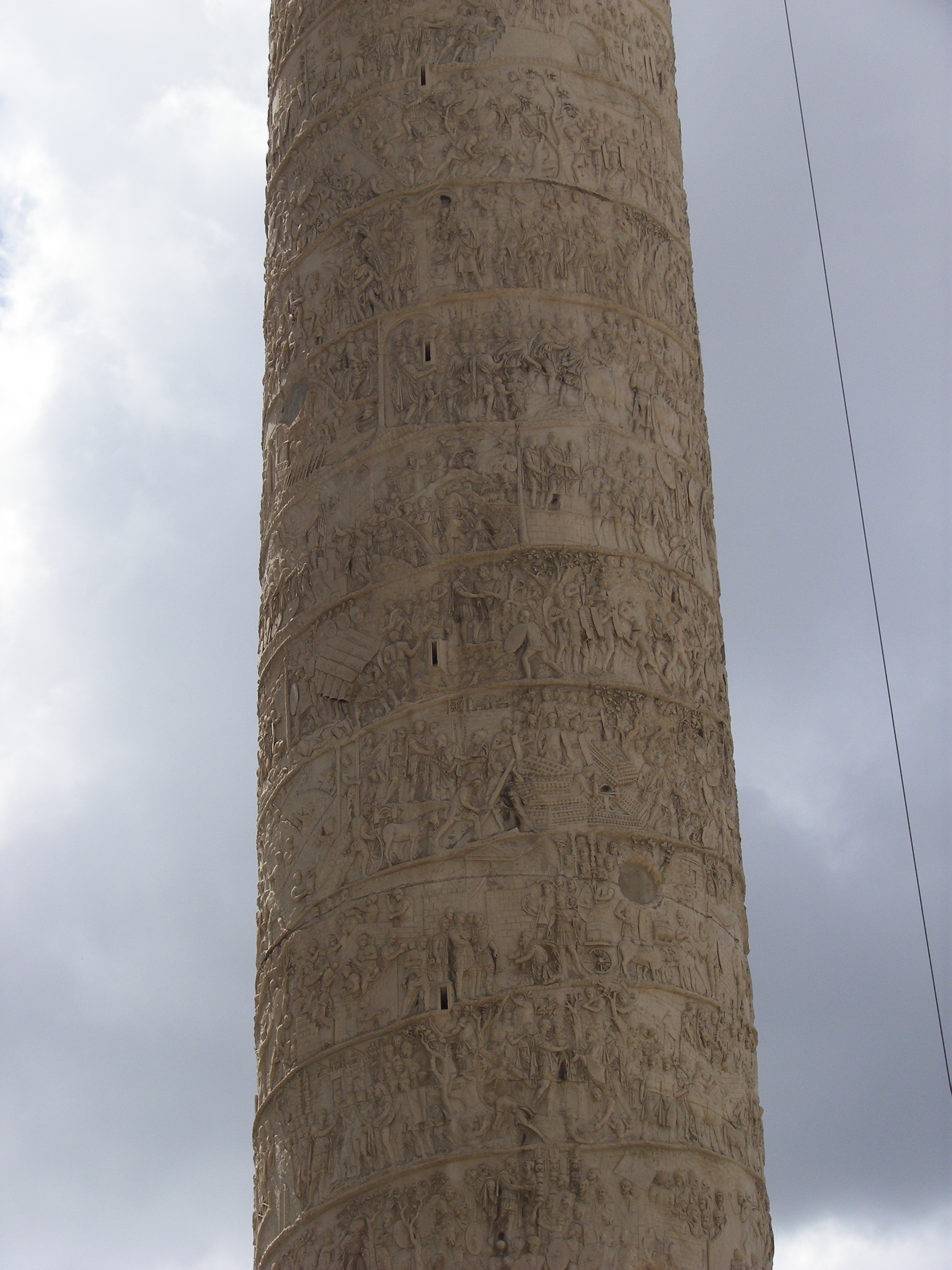
Fust de la Columna de Trajà.

El fust és la part central de la columna, el tros allargat que li dona altura i forma. Acostuma a ser cilíndric o quadrat, si bé l'arquitectura moderna inclou columnes de diferents siluetes. El fust pot ser llis o estar ornamentat, usualment amb estries o línies que el recorren. Subjecta el capitell i parteix de la base de la columna i és la part que exerceix la força per suportar el pes dels arcs o del sostre de l'edificació.